# Phaedra (opera)

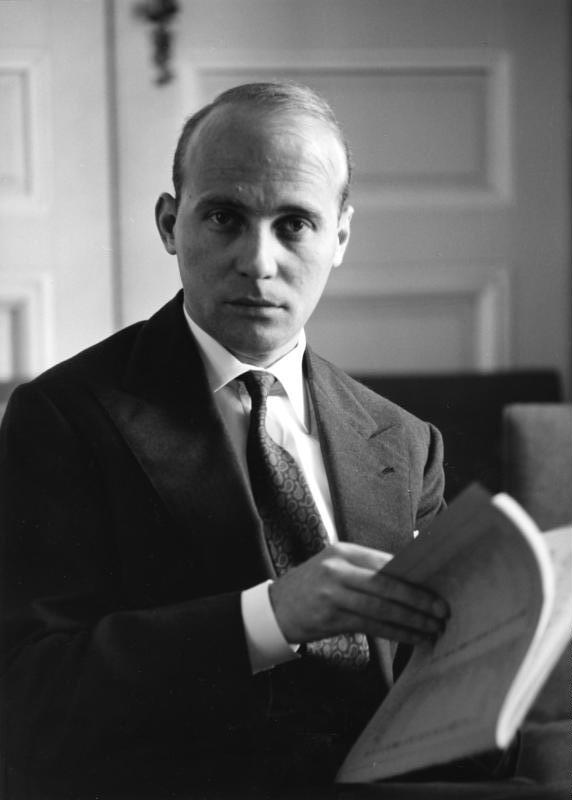
Hans Werner Henze

Phaedra är en 'konsertopera' i två akter med musik av Hans Werner Henze. Operan hade premiär på Staatsoper Unter den Linden i Berlin den 6 september 2007, och är ett samarbete med Berliner Festspiele, Théâtre de la Monnaie i Bryssel, Alte Oper i Frankfurt am Main och Wiener Festwochen i Wien.
Trots att Henze år 2003 tillkännagav att L'Upupa und der Triumph der Sohnesliebe skulle bli hans sista opera, blev det känt under 2006 att trots svår sjukdom förberedde Henze en ny opera byggd på den klassiska myten om Fedra.

## Librettot
Librettot skrevs av Christian Lehnert och behandlar historien om Fedra på ett nytt sätt, där hennes kärlek till styvsonen Hippolytus sätter igång katastrofen. Operans första del berättar legenden såsom den återfinns hos Euripides, Racine och Sarah Kane. Den andra delen däremot följer en mytologisk tradition hos Ovidius. Hippolytus, dödligt sårad, återupplivas av gudinnan Artemis och ges ett nytt liv med namnet Virbius. I denna nya skepnad är han dock endast kapabel att minnas sitt tidigare liv i ett fragmentariskt, kalejdoskopliknande sätt.
Första akten utspelas i Grekland. Den andra (som komponerades efter Henzes kollaps och två månaders koma) utspelas i Nemi nära Henzes hem i Italien, och hemvist för den antika kulten och prästerskapet av Virbius (som inspirerade James George Frazer att skriva Den gyllene grenen). Allt medan gudinnornas kamp och Hippolytos identitet blir allt mer abstrakt och avlägsen, tar naturen över och Minotauros, med Henzes ord, "förkunnar en form av frihet, vårens ankomst till värden och skogen." I den senare delen tenderar operan alienera sig även från scenen, och beträder "en metafysisk lina mellan denna världen och den kommande, bekymmerslöst frammanande en porös skillnad mellan de levande och de döda. Operans slut är både transcendental och ofullständig: "Vi föds alla nakna. Vi pressas mot dödlighet och dans" sjunger Minotauros i sin sluthymn."

## Uppförandehistorik
Den första uppsättningen regisserades av den isländske artisten Olafur Eliasson och Peter Mussbach. Kostymerna var gjorda av Bernd Skodzig. Michael Boder dirigerade orkestern Ensemble Modern. Rollen som Hippolytus sjöngs av John Mark Ainsley, rollen som Phaedra av Maria Riccarda Wesseling och Aphrodite av Marlis Petersen. Rollen som gudinnan Artemis sjöngs av countertenoren Axel Köhler, ett intressant exempel både på Henzes förkärlek för och stilistiska frändskap med barockens konventioner (i detta fallet det med byxroller) och hans ogenerat okonventionella närmande till kön och sexualitet.
Konceptet med en "konsertopera" inspirerade Eliasson, Mussbach och Skodzig att försöka utveckla "en ny form av teaterföreställning, reflekterande och djupt ifrågasättande hur vi ser på världen".

## Personer
| Roller     | Stämma       | Premiärbesättning den 6 september 2007 (Dirigent: Michael Boder) |
| ---------- | ------------ | ---------------------------------------------------------------- |
| Phaedra    | mezzosopran  | Maria Riccarda Wesseling                                         |
| Aphrodite  | sopran       | Marlis Petersen                                                  |
| Hippolyt   | tenor        | John Mark Ainsley                                                |
| Artemis    | countertenor | Axel Köhler                                                      |
| Minotauros | basbaryton   |                                                                  |

## Handling

### Akt 1: Morgon
I. Labyrinten –
Ekon hörs i ruinerna av labyrinten, i vars inre Theseus har besegrat Minotauros. Ekona blir till en ny historia: Phaedra och Hippolyt.
II. Skogens utkant –
Hippolyt har givit sig av på jakt. Hans styvmoder Phaedra vandrar i gryningen. I sin kärlek till styvsonen känner hon åtrå och självförakt. Hon vill dö. Aphrodite förhindrar självmordet. Hippolyts beundrad av Artemis uppfyller Aphrodite med svartsjuka.
III. Buskaget –
Phaedra finner Hippolyt sovande i ett buskage och besjunger sin kärlek. Han vaknar: Phaedra bekänner sina känslor. Artemis varnar Hippolyt, som förskjuter Phaedra. Phaedras kärlek förvandlas omedelbart till hat. Phaedra och Aphrodite förenas och svär hämnd.
IV. Snaran –
Phaedra skriver till Theseus och anklagar falskeligen Hippolyt för att ha våldtagit henne.
V. Hippolyts död –
Artemis meddelar: Theseus tror på Phaedras brev och ber Poseidon att döda honom. Havsguden får den återuppståndne Minotauros att stiga upp ur havet och skrämma hästarna som drar Hippolyts vagn. Hästarna skenar och kastar av honom så han dör. Medan Artemis sjunger kommer en dödligt sårad Hippolyt till henne och kollapsar. En lönndörr slår igen. Phaedra har hängt sig. Minotauros dansar.

### Akt 2: Afton
I. Minns du vem du är? –
Artemis har fört Hippolyts kropp till Nemi i Italien. Hon gör honom levande och låser in honom i en bur. Hans nya namn är Virbius. Phaedra, nu en fågel från underjorden, flaxar omkring buren och hånar Hippolyt.
II. När ska döden komma till dig, Hippolyt? –
En storm rasar över Nemi. Aphrodite kräver att Hippolyt förs till underjorden. Phaedra och Aphrodite besjunger den döde och lockar på Hippolyt som ett djur. Artemis fångar honom i ett när och kastar honom i en grotta.
III. I spegeln –
Hippolyt hukar framför en damm i grottan. Han ser sin spegelbild. Han vet inte vem han är. Han drömmer om en avlägsen trädgård. Phaedra, nu en förförerska, försöker locka honom till underjorden. Hippolyt, rädd och förvirrad, knuffar bort Phaedra och rusar ut ur grottan. En jordbävning inträffar.
IV. Skogens konung –
Hippolyt återinsätts som skogens konung. Han vandrar genom Nemi. Vad som var och vad som komma skall upplöses uti dans.